# ゲームさんとラジオ
『ゲームさんとラジオ』は、2018年3月31日から2021年3月28日まで地方AM局で放送されていた、ゲームとゲーム音楽を紹介するラジオ番組。

## 概要
この番組は、声優の武藤志織と白城なおがコンピュータゲームのサウンドトラックとゲームについての様々な話題を紹介するラジオ番組である。愛称は『ゲームさん』。

## 出演者
- 武藤志織
- 白城なお

## 過去の放送地域
| 放送期間                      | 放送時間           | 放送局       | 対象地域 |
| ----------------------------- | ------------------ | ------------ | -------- |
| 2018年3月31日 - 2021年3月14日 | 日曜 18:30 - 18:55 | 新潟放送     | 新潟県   |
| 2018年4月7日 - 2019年3月30日  | 土曜 16:30 - 17:00 | 高知放送     | 高知県   |
| 2018年4月8日 - 2019年3月31日  | 日曜 23:30 - 24:00 | 福井放送     | 福井県   |
| 2018年4月8日 - 2021年3月28日  | 日曜 17:30 - 17:45 | 四国放送     | 徳島県   |
| 2018年7月1日 - 2021年3月31日  | 水曜 21:00 - 21:30 | ぎふチャン   | 岐阜県   |
| 2018年7月8日 - 2021年3月24日  | 水曜 18:20 - 18:45 | 秋田放送     | 秋田県   |
| 2018年10月1日 - 2019年3月25日 | 月曜 18:10 - 18:20 | 長崎放送     | 長崎県   |
| 2018年10月4日 - 2019年3月28日 | 木曜 21:30 - 22:00 | 静岡放送     | 静岡県   |
| 2019年1月12日 - 3月30日       | 土曜 21:00 - 21:30 | 山陽放送     | 岡山県   |
| 2019年4月3日 - 2020年3月25日  | 水曜 24:30 - 25:00 | 九州朝日放送 | 福岡県   |
| 2020年3月31日 - 2021年3月23日 | 水曜 14:40 - 14:55 | 栃木放送     | 栃木県   |

## 放送リスト

### 2018年
| 放送日         | テーマ                                                   |
| -------------- | -------------------------------------------------------- |
| 4月            | ドラゴンクエストシリーズ                                 |
| 5月上中旬      | モンスターハンター：ワールド                             |
| 5月28日・29日  | ゲームの主題歌・挿入歌特集 前編                          |
| 6月2日・3日    | ゲームの主題歌・挿入歌特集 後編                          |
| 6月9日・10日   | レイトン教授と不思議な町                                 |
| 6月16日・17日  | レイトン教授と悪魔の箱                                   |
| 6月23日・24日  | レイトン教授と最後の時間旅行                             |
| 7月1日・2日    | 流星のロックマン 前編                                    |
| 7月7日・9日    | 流星のロックマン 後編                                    |
| 7月14日・15日  | パーソナリティ特集 「武藤詩織さんと白城なおさん」        |
| 7月21日・22日  | バイオハザード2 前編                                     |
| 7月28日・29日  | バイオハザード2 中編                                     |
| 8月4日・5日    | バイオハザード2 後編                                     |
| 8月11日・12日  | GRAVITY DAZE 前編                                        |
| 8月18日・19日  | GRAVITY DAZE 中編                                        |
| 8月25日・26日  | GRAVITY DAZE 後編                                        |
| 9月1日・2日    | ゲームの主題歌・挿入歌特集 前編                          |
| 9月8日・9日    | ゲームの主題歌・挿入歌特集 後編                          |
| 9月15日・16日  | スーパーマリオ オデッセイ 前編                           |
| 9月22日・22日  | スーパーマリオ オデッセイ 中編                           |
| 9月29日・30日  | スーパーマリオ オデッセイ 後編                           |
| 10月6日・7日   | 東京ゲームショウ2018特集 前編                            |
| 10月13日・14日 | 東京ゲームショウ2018特集 後編                            |
| 10月20日・21日 | ゲスト：霜月はるか 前編                                  |
| 10月27日・28日 | ゲスト：霜月はるか 後編                                  |
| 11月3日・4日   | キングダム ハーツ 前編                                   |
| 11月10日・11日 | キングダム ハーツ 中編                                   |
| 11月17日・18日 | キングダム ハーツ 後編                                   |
| 11月24日・25日 | ネルケと伝説の錬金術士たち 〜新たな大地のアトリエ〜 前編 |
| 12月1日・2日   | ネルケと伝説の錬金術士たち 〜新たな大地のアトリエ〜 後編 |
| 12月8日・9日   | ナイツ 〜星降る夜の物語〜 前編                           |
| 12月15日・16日 | ナイツ 〜星降る夜の物語〜 後編                           |
| 12月22日・23日 | 年末年始特別編 前編                                      |
| 12月29日・30日 | 年末年始特別編 後編                                      |

### 2019年
| 放送日                 | テーマ                                                           |
| ---------------------- | ---------------------------------------------------------------- |
| 1月5日・6日            | ゲスト：田中公平 前編                                            |
| 1月12日・13日          | ゲスト：田中公平 後編                                            |
| 1月19日・20日          | ドラゴンクエストモンスターズ テリーのワンダーランド 前編         |
| 1月26日・27日          | ドラゴンクエストモンスターズ テリーのワンダーランド 後編         |
| 2月2日・3日            | ポケットモンスター Let's Go! ピカチュウ・Let's Go! イーブイ 前編 |
| 2月9日・10日           | ポケットモンスター Let's Go! ピカチュウ・Let's Go! イーブイ 中編 |
| 2月16日・17日          | ポケットモンスター Let's Go! ピカチュウ・Let's Go! イーブイ 後編 |
| 2月23日・24日          | デビルメイクライシリーズ                                         |
| 3月3日・4日            | デビルメイクライ5 前編                                           |
| 3月10日・11日          | デビルメイクライ5 後編                                           |
| 3月17日・18日          | 放送通算50回記念 「ムトウ VS シラキ」                            |
| 3月23日・24日          | ワイルドアームズシリーズ ヴォーカルソング特集 前編               |
| 3月30日・31日          | ワイルドアームズシリーズ ヴォーカルソング特集 後編               |
| 4月7日・8日・10日      | ルルアのアトリエ 〜アーランドの錬金術士4〜 前編                  |
| 4月14日・15日・17日    | ルルアのアトリエ 〜アーランドの錬金術士4〜 中編                  |
| 4月21日・22日・24日    | ルルアのアトリエ 〜アーランドの錬金術士4〜 後編                  |
| 4月28日・29日・5月1日  | ONE PIECE WORLD SEEKER 前編                                      |
| 5月5日・8日            | ONE PIECE WORLD SEEKER 中編                                      |
| 5月12日・13日・15日    | ONE PIECE WORLD SEEKER 後編                                      |
| 5月19日・20日・22日    | ゲームの主題歌・挿入歌特集 前編                                  |
| 5月26日・27日・29日    | ゲームの主題歌・挿入歌特集 後編                                  |
| 6月2日・3日・5日       | ブレイブリーデフォルト 前編                                      |
| 6月9日・10日・12日     | ブレイブリーデフォルト 中編                                      |
| 6月16日・17日・19日    | ブレイブリーデフォルト 後編                                      |
| 6月23日・24日・26日    | Dragon's Dogma 前編                                              |
| 6月30日・7月1日・3日   | Dragon's Dogma 後編                                              |
| 7月7日・8日・10日      | UNDERTALE 前編                                                   |
| 7月14日・15日・17日    | UNDERTALE 中編                                                   |
| 7月21日・22日・24日    | UNDERTALE 後編                                                   |
| 7月28日・29日・31日    | モンスターファーム2 前編                                         |
| 8月4日・5日・7日       | モンスターファーム2 後編                                         |
| 8月11日・12日・14日    | とんでもクライシス! 前編                                         |
| 8月18日・19日・21日    | とんでもクライシス! 後編                                         |
| 8月25日・26日・28日    | モンスターハンター ポータブル 前編                               |
| 9月1日・2日・4日       | モンスターハンター ポータブル 後編                               |
| 9月8日・9日・11日      | モンスターハンター ポータブル 2nd G                              |
| 9月15日・16日・18日    | ゲームさんとラジオ 番外編                                        |
| 9月22日・23日・25日    | 東京ゲームショウ2019 特集 前編                                   |
| 9月29日・30日・10月1日 | 東京ゲームショウ2019 特集 後編                                   |
| 10月6日・7日・9日      | 大神 前編                                                        |
| 10月13日・14日・16日   | 大神 中編                                                        |
| 10月20日・21日・23日   | 大神 後編                                                        |
| 10月27日・28日・30日   | ライザのアトリエ 〜常闇の女王と秘密の隠れ家〜 前編               |
| 11月3日・4日・6日      | ライザのアトリエ 〜常闇の女王と秘密の隠れ家〜 中編               |
| 11月10日・11日・13日   | ライザのアトリエ 〜常闇の女王と秘密の隠れ家〜 後編               |
| 11月17日・18日・20日   | テイルズ オブ ベルセリア 前編                                    |
| 11月24日・25日・27日   | テイルズ オブ ベルセリア 中編                                    |
| 12月1日・2日・4日      | テイルズ オブ ベルセリア 後編                                    |
| 12月8日・9日・11日     | スペースチャンネル5 前編                                         |
| 12月15日・16日・18日   | スペースチャンネル5 後編                                         |
| 12月22日・23日・25日   | 2019年 振り返り特集 前編                                         |
| 12月29日・30日         | 2019年 振り返り特集 後編                                         |

### 2020年
| 放送日                      | テーマ                                                                              |
| --------------------------- | ----------------------------------------------------------------------------------- |
| 1月5日・6日・8日            | ゲスト：下村陽子 前編                                                               |
| 1月12日・13日・15日         | ゲスト：下村陽子 後編                                                               |
| 1月19日・20日・22日         | ドラゴンクエストVIII 空と海と大地と呪われし姫君 前編                                |
| 1月26日・27日・28日         | ドラゴンクエストVIII 空と海と大地と呪われし姫君 中編                                |
| 2月2日・3日・5日            | ドラゴンクエストVIII 空と海と大地と呪われし姫君 後編                                |
| 2月9日・10日・13日          | ロックマン ゼロ&ゼクス 前編                                                         |
| 2月16日・17日・20日         | ロックマン ゼロ&ゼクス 中編                                                         |
| 2月23日・24日・26日         | ロックマン ゼロ&ゼクス 後編                                                         |
| 3月1日・2日・4日            | 放送通算100回記念 「ムトウ VS シラキ 2」                                            |
| 3月8日・9日・11日           | グランブルーファンタジー 前編                                                       |
| 3月15日・16日・18日         | グランブルーファンタジー 中編                                                       |
| 3月22日・23日・25日         | グランブルーファンタジー 後編                                                       |
| 3月29日・30日・31日・4月1日 | パタポン2 ドンチャカ 前編                                                           |
| 4月5日・6日・7日・8日       | パタポン2 ドンチャカ 後編                                                           |
| 4月12日・13日・14日・15日   | ワンダと巨像 前編                                                                   |
| 4月19日・20日・21日・22日   | ワンダと巨像 中編                                                                   |
| 4月26日・27日・28日・29日   | ワンダと巨像 後編                                                                   |
| 5月3日・4日・5日・6日       | 「もう一度聴きたいゲームソング特集」 前編                                           |
| 5月10日・11日・12日・13日   | 「もう一度聴きたいゲームソング特集」 後編                                           |
| 5月17日・18日・19日・20日   | 仁王2 前編                                                                          |
| 5月24日・25日・26日・27日   | 仁王2 中編                                                                          |
| 5月31日・6月1日・2日・3日   | 仁王2 後編                                                                          |
| 6月7日・8日・9日・10日      | GRAVITY DAZE 2/重力的眩暈完結編:上層への帰還の果て、彼女の内宇宙に収斂した選択 前編 |
| 6月14日・15日・16日・17日   | GRAVITY DAZE 2/重力的眩暈完結編:上層への帰還の果て、彼女の内宇宙に収斂した選択 中編 |
| 6月21日・22日・23日・24日   | GRAVITY DAZE 2/重力的眩暈完結編:上層への帰還の果て、彼女の内宇宙に収斂した選択 後編 |
| 6月28日・29日・30日・7月1日 | バイオハザード RE:3 前編                                                            |
| 7月5日・6日・7日・8日       | バイオハザード RE:3 後編                                                            |
| 7月12日・13日・14日・15日   | バイオハザード レジスタンス                                                         |
| 7月19日・20日・21日         | 深世海 Into the Depths 前編                                                         |
| 7月26日・27日・28日・29日   | 深世海 Into the Depths 中編                                                         |
| 8月2日・3日・4日・5日       | 深世海 Into the Depths 後編                                                         |
| 8月9日・10日・11日・12日    | 新サクラ大戦 前編                                                                   |
| 8月16日・17日・18日・19日   | 新サクラ大戦 中編                                                                   |
| 8月23日・24日・25日・29日   | 新サクラ大戦 後編                                                                   |
| 8月30日・31日・9月1日       | 真・三國無双2 前編                                                                  |
| 9月6日・7日・8日・9日       | 真・三國無双2 中編                                                                  |
| 9月13日・14日・15日・16日   | 真・三國無双2 後編                                                                  |
| 9月20日・21日・22日・       | 「ゲームの主題歌・挿入歌特集」 前編                                                 |
| 9月27日・28日・29日・       | 「ゲームの主題歌・挿入歌特集」 後編                                                 |
| 10月4日・7日                | 交響組曲「ドラゴンクエストIII」そして伝説へ… 前編                                   |
| 10月11日・13日・14日        | 交響組曲「ドラゴンクエストIII」そして伝説へ… 中編                                   |
| 10月16日・20日・21日        | 交響組曲「ドラゴンクエストIII」そして伝説へ… 後編                                   |
| 10月23日・27日・28日        | デビルメイクライ5 前編                                                              |
| 11月1日・3日・4日           | デビルメイクライ5 中編                                                              |
| 11月8日・10日・11日         | デビルメイクライ5 後編                                                              |
| 11月15日・17日・18日        | キングダム ハーツIII 前編                                                           |
| 11月22日・24日・25日        | キングダム ハーツIII 中編                                                           |
| 11月29日・12月1日・2日      | キングダム ハーツIII 後編                                                           |
| 12月6日・8日・9日           | ライザのアトリエ2 〜失われた伝承と秘密の妖精〜 前編                                 |
| 12月13日・15日・16日        | ライザのアトリエ2 〜失われた伝承と秘密の妖精〜 中編                                 |
| 12月20日・22日・23日        | ライザのアトリエ2 〜失われた伝承と秘密の妖精〜 後編                                 |
| 12月27日・29日・30日        | 「2020年 振り返り特集」                                                             |

### 2021年
| 放送日               | テーマ                                 |
| -------------------- | -------------------------------------- |
| 1月3日・5日・6日     | 「新春特別編 ゲーム&クイズ企画」       |
| 1月10日・12日・13日  | ゲスト：西浦智仁 前編                  |
| 1月17日・19日・20日  | ゲスト：西浦智仁 後編                  |
| 1月24日・26日・27日  | Demon's Souls 前編                     |
| 1月31日・2月2日・3日 | Demon's Souls 中編                     |
| 2月7日・9日・10日    | Demon's Souls 後編                     |
| 2月14日・16日・17日  | 「放送通算150回記念 ムトウVSシラキ3 」 |
| 2月21日・23日・24日  | モンスターハンター ダブルクロス 前編   |
| 2月28日・3月2日・3日 | モンスターハンター ダブルクロス 中編   |
| 3月7日・9日・10日    | モンスターハンター ダブルクロス 後編   |
| 3月14日・16日・17日  | 「ゲームの主題歌・挿入歌特集」         |
| 3月21日・23日・24日  | 帰ってきた魔界村                       |
| 3月28日              | 「ゲームさんとラジオ 最終回」          |

## コーナー

### シングアソングと戦いを挑む
様々なシチュエーションをお題に、2人がそのお題に対してどんな回答をするのかをお互いに予想し合うコーナー。
元々は第50回(2019年第3週放送)「ムトウVS シラキ」で行われた5番勝負の企画の１つだったものが、第78回(2019年第1週放送)より単独コーナー化された。
コーナー名は最初のお題「もし宇宙人に遭遇したら？」に対して武藤が「シングアソング」、白城が「戦いを挑む」と回答したことに由来している。